# Sippar

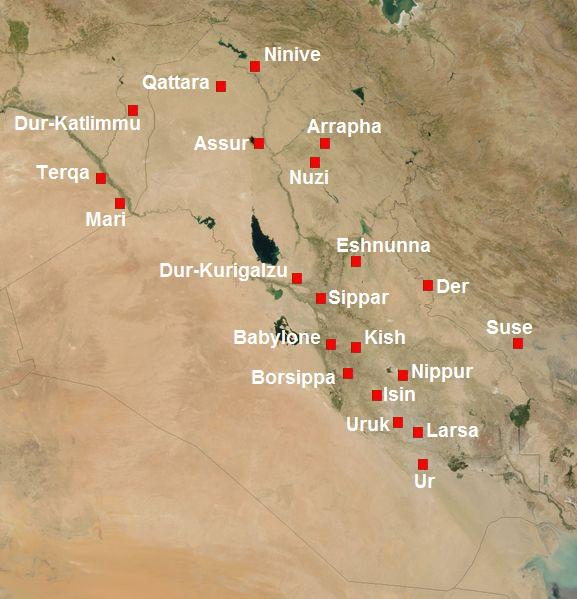
Mesopotamien 1000-talet f.Kr.

Sippar är det akkadiska namnet på en forntida stad i Mesopotamien. På sumeriska kallades staden för Zimbir. Platsen heter idag Tell ed Der och Abu Habbah, och ligger i Irak.
Sippar var en betydelsefull stad under det tredje årtusendet f.Kr. Den låg i landskapet Akkad, norr om Sumer. Staden var möjligen identisk med kung Sargons huvudstad Agade. I Sippar dyrkades solguden Shamash/Utu. Under det andra årtusendet f.Kr. hamnade Sippar i skuggan av Babylon som låg endast 7 km därifrån. Staden levde dock kvar fram till Perserrikets tid.
Solgudens tempel E-babbar med sitt tempeltorn, zikkurat, upptäcktes under utgrävningar av staden. De första arkeologiska utgrävningarna genomfördes av Hormuzd Rassam 1891, och följdes av franska och tyska arkeologer 1894 och 1927. Belgiska arkeologer fortsatte utgrävningar av platsen under 1970-talet. Arkeologerna fann tempelbyggnader, stadsmurar och tusentals fragment av lertavlor med kilskrift från tempelarkiven.